# Melitaea nigromaculata
Melitaea nigromaculata är en fjärilsart som beskrevs av Van Oorschot 1966. Melitaea nigromaculata ingår i släktet Melitaea och familjen praktfjärilar. Inga underarter finns listade i Catalogue of Life.